# Hat Yai
Hat Yai er en by i det sydlige Thailand med et indbyggertal (pr. 2008) på cirka 157.000. Byen er hovedstad i et distrikt af samme navn og ligger tæt ved grænsen til nabolandet Malaysia.
7°1′N 100°28′Ø / 7.017°N 100.467°Ø